# Llista de topònims de Vallgorguina
Llista de topònims (noms propis de lloc) del municipi de Vallgorguina, al Vallès Oriental
Informació actualitzada per un bot. Els canvis manuals es perdran quan s'actualitzi!

## casa
| imatge | Nom          | Ubicat a     | instància de             | Detalls | coordenades                                                                                        | Protecció | Commons (més fotos)      | Dades a WD                    |
| ------ | ------------ | ------------ | ------------------------ | ------- | -------------------------------------------------------------------------------------------------- | --------- | ------------------------ | ----------------------------- |
|        | Can Martí    | Vallgorguina | casa edifici residencial |         | 41° 38′ 52″ N, 2° 30′ 34″ E / 41.647735595703125°N,2.509531021118164°E ca:Crtra. Nova, 67 217 msnm |           | Can Martí (Vallgorguina) | Modifica les dades a Wikidata |
|        | Can n'Esteve | Vallgorguina | casa                     |         | 41° 38′ 51″ N, 2° 30′ 35″ E / 41.64759083008553°N,2.509818077087403°E                              |           |                          | Modifica les dades a Wikidata |

## edifici
| imatge | Nom                                   | Ubicat a     | instància de | Detalls                       | coordenades | Protecció                                  | Commons (més fotos)                     | Dades a WD                    |
| ------ | ------------------------------------- | ------------ | ------------ | ----------------------------- | --- | ------------------------------------------ | --------------------------------------- | ----------------------------- |
|        | Rectoria de l'església de Sant Andreu | Vallgorguina | edifici      | Estil: arquitectura eclèctica | 41° 38′ 51″ N, 2° 30′ 37″ E / 41.64762°N,2.51039°E ca:Plaça de la Vila 223 msnm                                         | bé integrant del patrimoni cultural català | Rectoria de Sant Andreu de Vallgorguina | Modifica les dades a Wikidata |
|        | Rectoria vella                        | Vallgorguina | edifici      | Estil: arquitectura popular   | 41° 38′ 59″ N, 2° 29′ 37″ E / 41.64972°N,2.49362°E ca:Crtra. de Vallgorguina. Camí del Corredor, trencall a mà esquerra | bé integrant del patrimoni cultural català |                                         | Modifica les dades a Wikidata |

## entitat singular de població
| imatge | Nom                             | Ubicat a     | instància de                                                                   | Detalls                          | coordenades                                                                | Protecció | Commons (més fotos)             | Dades a WD                    |
| ------ | ------------------------------- | ------------ | ------------------------------------------------------------------------------ | -------------------------------- | -------------------------------------------------------------------------- | --------- | ------------------------------- | ----------------------------- |
|        | Baronia del Montseny i Can Bosc | Vallgorguina | entitat singular de població                                                   | 422 hab                          | 41° 39′ 32″ N, 2° 27′ 49″ E / 41.6589°N,2.46356°E 250 msnm                 |           | Baronia del Montseny i Can Bosc | Modifica les dades a Wikidata |
|        | Can Puigdemir                   | Vallgorguina | entitat singular de població                                                   | 465 hab                          | 41° 39′ 05″ N, 2° 30′ 19″ E / 41.651471278517°N,2.5052983409182°E 257 msnm |           |                                 | Modifica les dades a Wikidata |
|        | Canadà Parc                     | Vallgorguina | entitat singular de població                                                   | 848 hab                          | 41° 38′ 55″ N, 2° 27′ 44″ E / 41.648575060538°N,2.4620891648042°E 314 msnm |           | Canadà Parc                     | Modifica les dades a Wikidata |
|        | Collsacreu                      | Vallgorguina | entitat singular de població                                                   | 101 hab Anomenat per: Collsacreu | 41° 37′ 57″ N, 2° 31′ 38″ E / 41.63250167°N,2.52720778°E 381 msnm          |           |                                 | Modifica les dades a Wikidata |
|        | Vallgorguina                    | Vallgorguina | entitat singular de població capital municipal ens local històric de Catalunya | 1367 hab                         | 41° 38′ 54″ N, 2° 30′ 36″ E / 41.64822°N,2.50996°E 227 msnm                |           |                                 | Modifica les dades a Wikidata |

## església
| imatge | Nom                                           | Ubicat a     | instància de                 | Detalls                     | coordenades                                                                  | Protecció                                  | Commons (més fotos)                           | Dades a WD                    |
| ------ | --------------------------------------------- | ------------ | ---------------------------- | --------------------------- | ---------------------------------------------------------------------------- | ------------------------------------------ | --------------------------------------------- | ----------------------------- |
|        | Església vella de Sant Andreu de Vallgorguina | Vallgorguina | església                     | Estil: arquitectura popular | 41° 38′ 59″ N, 2° 29′ 46″ E / 41.64962°N,2.49603°E                           | bé integrant del patrimoni cultural català | Església vella de Sant Andreu de Vallgorguina | Modifica les dades a Wikidata |
|        | Sant Andreu de Vallgorguina                   | Vallgorguina | església església parroquial | Estil: arquitectura popular | 41° 38′ 52″ N, 2° 30′ 38″ E / 41.64771°N,2.51044°E ca:Plaça de l'Església, 2 | bé integrant del patrimoni cultural català | Sant Andreu de Vallgorguina                   | Modifica les dades a Wikidata |
|        | Santa Eulàlia de Tapioles                     | Vallgorguina | església                     |                             | 41° 39′ 07″ N, 2° 28′ 58″ E / 41.65198056°N,2.48277778°E                     | bé integrant del patrimoni cultural català | Santa Eulàlia de Tapioles                     | Modifica les dades a Wikidata |

## masia
| imatge | Nom                     | Ubicat a                 | instància de | Detalls                       | coordenades | Protecció                                  | Commons (més fotos)                    | Dades a WD                    |
| ------ | ----------------------- | ------------------------ | ------------ | ----------------------------- | --- | ------------------------------------------ | -------------------------------------- | ----------------------------- |
|        | Ca l'Albeites           | Vallgorguina             | masia        |                               | 41° 38′ 54″ N, 2° 30′ 58″ E / 41.6482765239247°N,2.51621327430784°E                                                    |                                            |                                        | Modifica les dades a Wikidata |
|        | Ca l'Arbocer            | Vallgorguina             | masia        |                               | 41° 39′ 22″ N, 2° 28′ 05″ E / 41.6560445926713°N,2.46816235161026°E 248 msnm                                           |                                            | Ca l'Arbocer (Vallgorguina)            | Modifica les dades a Wikidata |
|        | Ca l'Enrogallat         | Vallgorguina             | masia        |                               | 41° 39′ 11″ N, 2° 30′ 28″ E / 41.6530866441392°N,2.50779453813759°E                                                    |                                            |                                        | Modifica les dades a Wikidata |
|        | Ca la Paula             | Vallgorguina             | masia        |                               | 41° 38′ 37″ N, 2° 30′ 31″ E / 41.6435697023371°N,2.50864748527082°E                                                    |                                            |                                        | Modifica les dades a Wikidata |
|        | Cal Coixet              | Vallgorguina             | masia        |                               | 41° 38′ 53″ N, 2° 31′ 03″ E / 41.6479758916612°N,2.5175484908711°E                                                     |                                            |                                        | Modifica les dades a Wikidata |
|        | Cal Cucut               | Vallgorguina             | masia        |                               | 41° 39′ 07″ N, 2° 31′ 51″ E / 41.6519044797931°N,2.53095774898951°E                                                    |                                            |                                        | Modifica les dades a Wikidata |
|        | Cal Frare               | Vallgorguina             | masia        |                               | 41° 38′ 55″ N, 2° 31′ 35″ E / 41.6485894363509°N,2.52646647447966°E                                                    |                                            |                                        | Modifica les dades a Wikidata |
|        | Cal Gras del Pou        | Vallgorguina             | masia        |                               | 41° 38′ 53″ N, 2° 31′ 11″ E / 41.6480570490704°N,2.51972146569655°E                                                    |                                            |                                        | Modifica les dades a Wikidata |
|        | Cal Llop                | Vallgorguina             | masia        |                               | 41° 39′ 08″ N, 2° 30′ 32″ E / 41.6522712818514°N,2.50879753473115°E                                                    |                                            |                                        | Modifica les dades a Wikidata |
|        | Cal Mestre              | Vallgorguina Sant Celoni | masia        |                               | 41° 39′ 31″ N, 2° 30′ 56″ E / 41.6585962966911°N,2.51563159883353°E                                                    |                                            |                                        | Modifica les dades a Wikidata |
|        | Cal Poater              | Vallgorguina             | masia        |                               | 41° 38′ 51″ N, 2° 30′ 48″ E / 41.64742°N,2.51327°E 236 msnm                                                            |                                            | Cal Poater                             | Modifica les dades a Wikidata |
|        | Cal Saüquer             | Vallgorguina             | masia        |                               | 41° 39′ 04″ N, 2° 29′ 47″ E / 41.6512182046554°N,2.49648397797935°E                                                    |                                            |                                        | Modifica les dades a Wikidata |
|        | Cal Serrador            | Vallgorguina             | masia        |                               | 41° 38′ 47″ N, 2° 30′ 50″ E / 41.64652°N,2.51383°E 222 msnm                                                            |                                            | Cal Serrador (Vallgorguina)            | Modifica les dades a Wikidata |
|        | Cal Tallador            | Vallgorguina             | masia        |                               | 41° 38′ 47″ N, 2° 30′ 47″ E / 41.64638°N,2.51311°E 221 msnm                                                            |                                            | Cal Tallador (Vallgorguina)            | Modifica les dades a Wikidata |
|        | Cal Xic Montasell       | Vallgorguina             | masia        |                               | 41° 39′ 45″ N, 2° 28′ 24″ E / 41.6624454221779°N,2.47332262977615°E                                                    |                                            |                                        | Modifica les dades a Wikidata |
|        | Can Baleta              | Vallgorguina             | masia        |                               | 41° 38′ 58″ N, 2° 31′ 00″ E / 41.6495122372748°N,2.51662434418019°E                                                    |                                            |                                        | Modifica les dades a Wikidata |
|        | Can Barrina             | Vallgorguina             | masia        |                               | 41° 39′ 36″ N, 2° 27′ 31″ E / 41.6600534755139°N,2.45866474153129°E                                                    |                                            |                                        | Modifica les dades a Wikidata |
|        | Can Bonamusa            | Vallgorguina             | masia        |                               | 41° 39′ 17″ N, 2° 26′ 58″ E / 41.6548310456194°N,2.449544862078°E                                                      |                                            |                                        | Modifica les dades a Wikidata |
|        | Can Bordes              | Vallgorguina             | masia        |                               | 41° 39′ 05″ N, 2° 30′ 30″ E / 41.6514314851574°N,2.5082995217245°E                                                     |                                            |                                        | Modifica les dades a Wikidata |
|        | Can Botella de Solei    | Vallgorguina             | masia        |                               | 41° 38′ 59″ N, 2° 30′ 35″ E / 41.6497170691477°N,2.50969359795075°E 232 msnm                                           |                                            | Can Botella de Solei                   | Modifica les dades a Wikidata |
|        | Can Burget              | Vallgorguina             | masia        |                               | 41° 37′ 53″ N, 2° 30′ 32″ E / 41.6313023471369°N,2.50875265876959°E                                                    |                                            |                                        | Modifica les dades a Wikidata |
|        | Can Bòtil               | Vallgorguina             | masia        |                               | 41° 38′ 46″ N, 2° 31′ 21″ E / 41.6461410275758°N,2.52248561350826°E                                                    |                                            |                                        | Modifica les dades a Wikidata |
|        | Can Calces              | Vallgorguina             | masia        |                               | 41° 39′ 26″ N, 2° 30′ 32″ E / 41.6570909373485°N,2.50898911231821°E                                                    |                                            |                                        | Modifica les dades a Wikidata |
|        | Can Carcassès           | Vallgorguina             | masia        |                               | 41° 38′ 31″ N, 2° 31′ 48″ E / 41.6420463962191°N,2.52992454386596°E                                                    |                                            |                                        | Modifica les dades a Wikidata |
|        | Can Castellà            | Vallgorguina             | masia        |                               | 41° 39′ 19″ N, 2° 29′ 29″ E / 41.65529°N,2.49152°E                                                                     | bé integrant del patrimoni cultural català |                                        | Modifica les dades a Wikidata |
|        | Can Catarineu           | Vallgorguina             | masia        |                               | 41° 39′ 03″ N, 2° 31′ 37″ E / 41.6507803407328°N,2.52699084551154°E                                                    |                                            |                                        | Modifica les dades a Wikidata |
|        | Can Cinquanta de Dalt   | Vallgorguina             | masia        |                               | 41° 39′ 30″ N, 2° 27′ 58″ E / 41.6583413744442°N,2.46620974396507°E                                                    |                                            |                                        | Modifica les dades a Wikidata |
|        | Can Cinto               | Vallgorguina             | masia        |                               | 41° 39′ 04″ N, 2° 30′ 44″ E / 41.6510163444442°N,2.51233779639385°E                                                    |                                            |                                        | Modifica les dades a Wikidata |
|        | Can Clarenç             | Vallgorguina             | masia        |                               | 41° 38′ 34″ N, 2° 29′ 54″ E / 41.6429131530228°N,2.49844586634407°E 301 msnm                                           |                                            | Can Clarenç                            | Modifica les dades a Wikidata |
|        | Can Colomeró            | Vallgorguina             | masia        |                               | 41° 38′ 04″ N, 2° 31′ 40″ E / 41.6345621303322°N,2.52790184997426°E                                                    |                                            |                                        | Modifica les dades a Wikidata |
|        | Can Ferrer              | Vallgorguina             | masia        |                               | 41° 39′ 15″ N, 2° 26′ 44″ E / 41.6540919180734°N,2.44568398798799°E                                                    |                                            |                                        | Modifica les dades a Wikidata |
|        | Can Gras de la Muntanya | Vallgorguina             | masia        |                               | 41° 38′ 57″ N, 2° 32′ 23″ E / 41.6491834628353°N,2.53965995297584°E                                                    |                                            |                                        | Modifica les dades a Wikidata |
|        | Can Jordi               | Vallgorguina             | masia        |                               | 41° 39′ 24″ N, 2° 30′ 49″ E / 41.6566060589067°N,2.51358073644477°E                                                    |                                            |                                        | Modifica les dades a Wikidata |
|        | Can Martori             | Vallgorguina             | masia        |                               | 41° 39′ 23″ N, 2° 30′ 39″ E / 41.6563063203131°N,2.51086867254278°E                                                    |                                            |                                        | Modifica les dades a Wikidata |
|        | Can Mascaró             | Vallgorguina             | masia        | Estil: arquitectura popular   | | bé integrant del patrimoni cultural català |                                        | Modifica les dades a Wikidata |
|        | Can Mencior             | Vallgorguina             | masia        |                               | 41° 39′ 00″ N, 2° 30′ 23″ E / 41.6499731415991°N,2.50638915796127°E                                                    |                                            |                                        | Modifica les dades a Wikidata |
|        | Can Minaire             | Vallgorguina             | masia        |                               | 41° 38′ 52″ N, 2° 31′ 26″ E / 41.6478224891507°N,2.52396227469445°E                                                    |                                            |                                        | Modifica les dades a Wikidata |
|        | Can Montasell           | Vallgorguina             | masia        | Estil: arquitectura popular   | 41° 38′ 55″ N, 2° 30′ 41″ E / 41.6484995461778°N,2.51144410733877°E 235 msnm                                           | bé integrant del patrimoni cultural català | Can Montasell (Vallgorguina)           | Modifica les dades a Wikidata |
|        | Can Morell              | Vallgorguina             | masia        |                               | 41° 39′ 37″ N, 2° 29′ 04″ E / 41.66041°N,2.48451°E ca:Crtra. de Vallgorguina. C61, km 15,1                             | bé integrant del patrimoni cultural català |                                        | Modifica les dades a Wikidata |
|        | Can Moreu               | Vallgorguina             | masia        |                               | 41° 38′ 50″ N, 2° 31′ 36″ E / 41.6472209790272°N,2.52662059815861°E                                                    |                                            |                                        | Modifica les dades a Wikidata |
|        | Can Mussacs             | Vallgorguina             | masia        |                               | 41° 38′ 21″ N, 2° 30′ 33″ E / 41.6391672773842°N,2.50913719637341°E                                                    |                                            |                                        | Modifica les dades a Wikidata |
|        | Can Noi Joan            | Vallgorguina             | masia        |                               | 41° 38′ 55″ N, 2° 31′ 00″ E / 41.6487193776852°N,2.51657022671107°E                                                    |                                            |                                        | Modifica les dades a Wikidata |
|        | Can Nonell de la Serra  | Vallgorguina             | masia        |                               | 41° 38′ 15″ N, 2° 30′ 53″ E / 41.63758°N,2.51467°E ca:Camí de Can Plana                                                | bé integrant del patrimoni cultural català | Can Nonell de la Serra                 | Modifica les dades a Wikidata |
|        | Can Nonell del Sot      | Vallgorguina             | masia        | Estil: arquitectura popular   | 41° 39′ 03″ N, 2° 31′ 28″ E / 41.6507521201821°N,2.5245171499466°E 278 msnm                                            | bé integrant del patrimoni cultural català |                                        | Modifica les dades a Wikidata |
|        | Can Palaus              | Vallgorguina             | masia        |                               | 41° 39′ 47″ N, 2° 27′ 57″ E / 41.6629872700867°N,2.4658230420002°E                                                     |                                            |                                        | Modifica les dades a Wikidata |
|        | Can Palomer             | Vallgorguina             | masia        | Estil: arquitectura eclèctica | 41° 39′ 09″ N, 2° 30′ 50″ E / 41.65243°N,2.51391°E ca:Camí del Cementiri 267 msnm                                      | bé integrant del patrimoni cultural català | Can Palomer (Vallgorguina)             | Modifica les dades a Wikidata |
|        | Can Pascol              | Vallgorguina             | masia        |                               | 41° 38′ 52″ N, 2° 31′ 41″ E / 41.6477222354821°N,2.52804596063213°E                                                    |                                            |                                        | Modifica les dades a Wikidata |
|        | Can Plana de Dalt       | Vallgorguina             | masia        | Estil: arquitectura popular   | 41° 38′ 13″ N, 2° 31′ 01″ E / 41.63703°N,2.51703°E                                                                     | bé integrant del patrimoni cultural català | Can Plana de Dalt                      | Modifica les dades a Wikidata |
|        | Can Planells            | Vallgorguina             | masia        |                               | 41° 38′ 52″ N, 2° 31′ 01″ E / 41.6477029611054°N,2.51690205919402°E 228 msnm                                           |                                            |                                        | Modifica les dades a Wikidata |
|        | Can Poc                 | Vallgorguina             | masia        |                               | 41° 39′ 23″ N, 2° 30′ 48″ E / 41.6563524426082°N,2.51324635714001°E                                                    |                                            |                                        | Modifica les dades a Wikidata |
|        | Can Pradell de Baix     | Vallgorguina             | masia        | Estil: arquitectura popular   | 41° 39′ 51″ N, 2° 28′ 50″ E / 41.66417°N,2.48062°E ca:Carretera d'Arenys de Mar, km 15,3 172 msnm                      | bé integrant del patrimoni cultural català | Can Pradell de Baix                    | Modifica les dades a Wikidata |
|        | Can Pradell de la Serra | Vallgorguina             | masia        | Estil: neoclassicisme         | 41° 38′ 49″ N, 2° 29′ 23″ E / 41.64682°N,2.48985°E ca:Pista de Vallgorguina a la serra del Corredor                    | bé integrant del patrimoni cultural català | Can Pradell de la Serra (Vallgorguina) | Modifica les dades a Wikidata |
|        | Can Puigdemir           | Vallgorguina             | masia        | Estil: arquitectura popular   | 41° 39′ 03″ N, 2° 30′ 07″ E / 41.65073°N,2.50204°E ca:Urbanització Can Puigdemir                                       | bé integrant del patrimoni cultural català |                                        | Modifica les dades a Wikidata |
|        | Can Pujades             | Vallgorguina             | masia        | Estil: arquitectura popular   | 41° 38′ 22″ N, 2° 31′ 04″ E / 41.63941°N,2.51776°E                                                                     | bé integrant del patrimoni cultural català | Can Pujades (Vallgorguina)             | Modifica les dades a Wikidata |
|        | Can Putxic              | Vallgorguina             | masia        |                               | 41° 39′ 27″ N, 2° 30′ 36″ E / 41.6574109951795°N,2.51011566517374°E                                                    |                                            |                                        | Modifica les dades a Wikidata |
|        | Can Rei                 | Vallgorguina             | masia        |                               | 41° 39′ 17″ N, 2° 29′ 30″ E / 41.6548445210085°N,2.49157968156504°E                                                    |                                            |                                        | Modifica les dades a Wikidata |
|        | Can Ricós               | Vallgorguina             | masia        | Estil: arquitectura popular   | 41° 38′ 12″ N, 2° 30′ 34″ E / 41.63656°N,2.50958°E 261 msnm                                                            | bé integrant del patrimoni cultural català | Can Ricós                              | Modifica les dades a Wikidata |
|        | Can Rifé                | Vallgorguina             | masia        |                               | 41° 38′ 32″ N, 2° 30′ 24″ E / 41.642308845567°N,2.50657973846746°E                                                     |                                            |                                        | Modifica les dades a Wikidata |
|        | Can Roca                | Vallgorguina             | masia        |                               | 41° 40′ 14″ N, 2° 28′ 58″ E / 41.6705858617451°N,2.48279453082636°E                                                    |                                            |                                        | Modifica les dades a Wikidata |
|        | Can Ros                 | Vallgorguina             | masia        |                               | 41° 38′ 55″ N, 2° 30′ 59″ E / 41.6485109559992°N,2.51627156449126°E                                                    |                                            |                                        | Modifica les dades a Wikidata |
|        | Can Saleres             | Vallgorguina             | masia        |                               | 41° 37′ 53″ N, 2° 30′ 30″ E / 41.6314441991914°N,2.50822333341557°E                                                    |                                            |                                        | Modifica les dades a Wikidata |
|        | Can Sant                | Vallgorguina             | masia        |                               | 41° 38′ 37″ N, 2° 31′ 09″ E / 41.6436326495945°N,2.51927400603286°E                                                    |                                            |                                        | Modifica les dades a Wikidata |
|        | Can Solà                | Vallgorguina             | masia        |                               | 41° 39′ 42″ N, 2° 28′ 18″ E / 41.6615915608063°N,2.47175611571769°E                                                    |                                            |                                        | Modifica les dades a Wikidata |
|        | Can Tanca               | Vallgorguina             | masia        |                               | 41° 38′ 41″ N, 2° 30′ 57″ E / 41.6448164074387°N,2.51589092282135°E                                                    |                                            |                                        | Modifica les dades a Wikidata |
|        | Can Tomàs               | Vallgorguina             | masia        |                               | 41° 38′ 44″ N, 2° 30′ 37″ E / 41.6455668373944°N,2.51018137837444°E                                                    |                                            |                                        | Modifica les dades a Wikidata |
|        | Can Tonedor             | Vallgorguina             | masia        |                               | 41° 39′ 26″ N, 2° 29′ 02″ E / 41.6573053233351°N,2.48390967640609°E                                                    |                                            |                                        | Modifica les dades a Wikidata |
|        | Can Tustet              | Vallgorguina             | masia        | Estil: arquitectura popular   | 41° 39′ 02″ N, 2° 30′ 24″ E / 41.6505685754986°N,2.50661278718018°E ca:Crtra. de Vallgorguina. C61, km 12,5            | bé integrant del patrimoni cultural català |                                        | Modifica les dades a Wikidata |
|        | Can Vador Martori       | Vallgorguina             | masia        |                               | 41° 39′ 26″ N, 2° 29′ 22″ E / 41.6573565367639°N,2.48932598120607°E                                                    |                                            |                                        | Modifica les dades a Wikidata |
|        | Can Vadoret             | Vallgorguina             | masia        |                               | 41° 38′ 56″ N, 2° 31′ 35″ E / 41.6489676771883°N,2.52645169572545°E                                                    |                                            |                                        | Modifica les dades a Wikidata |
|        | Can Vilar               | Vallgorguina             | masia        | Estil: arquitectura popular   | 41° 38′ 14″ N, 2° 30′ 16″ E / 41.6371831125549°N,2.50433756168963°E ca:Camí de Mataró, des del camp de futbol 274 msnm | bé integrant del patrimoni cultural català |                                        | Modifica les dades a Wikidata |
|        | Can Xic Montasell       | Vallgorguina             | masia        |                               | 41° 40′ 01″ N, 2° 28′ 32″ E / 41.6670764086585°N,2.47557922921823°E                                                    |                                            |                                        | Modifica les dades a Wikidata |
|        | Can Xic Nanes           | Vallgorguina Sant Celoni | masia        |                               | 41° 39′ 32″ N, 2° 30′ 56″ E / 41.6588926632009°N,2.5154251954708°E                                                     |                                            |                                        | Modifica les dades a Wikidata |
|        | Casa Nova de Pibernat   | Vallgorguina             | masia        |                               | 41° 37′ 32″ N, 2° 30′ 30″ E / 41.6254728680251°N,2.50832873404603°E                                                    |                                            |                                        | Modifica les dades a Wikidata |
|        | el Clot                 | Vallgorguina             | masia        |                               | 41° 38′ 24″ N, 2° 31′ 32″ E / 41.6400918024238°N,2.52553208648018°E                                                    |                                            |                                        | Modifica les dades a Wikidata |
|        | el Pi Xic               | Vallgorguina             | masia        |                               | 41° 39′ 14″ N, 2° 28′ 27″ E / 41.6540093268681°N,2.47411194855048°E                                                    |                                            |                                        | Modifica les dades a Wikidata |
|        | el Xeremell             | Vallgorguina             | masia        |                               | 41° 38′ 48″ N, 2° 30′ 57″ E / 41.6465995719281°N,2.51582954055006°E                                                    |                                            |                                        | Modifica les dades a Wikidata |

## polígon industrial
| imatge | Nom                           | Ubicat a     | instància de       | Detalls | coordenades                                                         | Protecció | Commons (més fotos) | Dades a WD                    |
| ------ | ----------------------------- | ------------ | ------------------ | ------- | ------------------------------------------------------------------- | --------- | ------------------- | ----------------------------- |
|        | Polígon industrial El Molinot | Vallgorguina | polígon industrial |         | 41° 40′ 12″ N, 2° 28′ 45″ E / 41.6699479541057°N,2.47915976131797°E |           |                     | Modifica les dades a Wikidata |
|        | Polígon industrial Mobir      | Vallgorguina | polígon industrial |         | 41° 40′ 08″ N, 2° 28′ 33″ E / 41.6688067569169°N,2.47579342545607°E |           |                     | Modifica les dades a Wikidata |

## Misc
| imatge | Nom                                            | Ubicat a                    | instància de                            | Detalls                     | coordenades | Protecció                                  | Commons (més fotos)             | Dades a WD                    |
| ------ | ---------------------------------------------- | --------------------------- | --------------------------------------- | --------------------------- | --- | ------------------------------------------ | ------------------------------- | ----------------------------- |
|        | Collsacreu                                     | Vallgorguina Arenys de Munt | port de muntanya                        |                             | 41° 37′ 36″ N, 2° 31′ 38″ E / 41.62655556°N,2.52711111°E 368 msnm                                                      |                                            |                                 | Modifica les dades a Wikidata |
|        | Pedra Gentil                                   | Vallgorguina                | dolmen                                  |                             | 41° 39′ 07″ N, 2° 29′ 13″ E / 41.65185°N,2.48686667°E                                                                  | bé cultural d'interès local                | Dolmen de Pedra Gentil          | Modifica les dades a Wikidata |
|        | Puigcastell                                    | Vallgorguina Sant Celoni    | muntanya                                |                             | 41° 39′ 34″ N, 2° 30′ 42″ E / 41.65958333°N,2.51163889°E 396.6 msnm                                                    |                                            | Puigcastell                     | Modifica les dades a Wikidata |
|        | Restes de l'església de Sant Genís de Tapioles | Vallgorguina                | edifici religiós                        |                             | 41° 38′ 55″ N, 2° 28′ 49″ E / 41.64863967895508°N,2.480154037475586°E ca:Pista de Vallgorguina a la serra del Corredor |                                            |                                 | Modifica les dades a Wikidata |
|        | Santa Eulàlia de Tapioles                      | Vallgorguina                | nucli de població                       |                             | 41° 39′ 02″ N, 2° 28′ 57″ E / 41.650470135143°N,2.4824887901525°E                                                      |                                            |                                 | Modifica les dades a Wikidata |
|        | Serra de les Mules                             | Vallgorguina                | serra                                   |                             | 41° 38′ 01″ N, 2° 29′ 22″ E / 41.63373222°N,2.48951667°E 444.4 msnm                                                    |                                            |                                 | Modifica les dades a Wikidata |
|        | casa consistorial de Vallgorguina              | Vallgorguina                | casa consistorial                       |                             | 41° 38′ 51″ N, 2° 30′ 38″ E / 41.647526°N,2.5106486°E 223 msnm                                                         |                                            | Casa de la Vila de Vallgorguina | Modifica les dades a Wikidata |
|        | creu del Pedró                                 | Vallgorguina                | estructura arquitectònica creu de terme |                             | 41° 38′ 53″ N, 2° 30′ 40″ E / 41.6480598449707°N,2.5110220909118652°E ca:Camí del Cementiri                            |                                            |                                 | Modifica les dades a Wikidata |
|        | el Terme Gros                                  | Vallgorguina                | fita                                    |                             | 41° 38′ 50″ N, 2° 28′ 26″ E / 41.6473065364029°N,2.47379419471818°E                                                    |                                            |                                 | Modifica les dades a Wikidata |
|        | font de Sant Josep                             | Vallgorguina                | font estructura arquitectònica          |                             | 41° 38′ 24″ N, 2° 31′ 00″ E / 41.63992691040039°N,2.5167839527130127°E ca:Camí de Can Pujades                          |                                            |                                 | Modifica les dades a Wikidata |
|        | pont de Pradell i Cuch                         | Vallgorguina                | pont                                    | Estil: arquitectura popular | 41° 39′ 09″ N, 2° 29′ 37″ E / 41.65251°N,2.49366°E                                                                     | bé integrant del patrimoni cultural català |                                 | Modifica les dades a Wikidata |